# Evalljapyx decorus
Evalljapyx decorus är en urinsektsart som beskrevs av Smith 1960. Evalljapyx decorus ingår i släktet Evalljapyx och familjen Japygidae. Inga underarter finns listade i Catalogue of Life.